# Statuut van Westminster
Het Statuut van Westminster is een in 1931 door het Britse parlement aangenomen wet die de onderlinge verhoudingen tussen de Britse dominions en Verenigd Koninkrijk regelt. Via dit statuut verkregen de dominions, te weten Australië, Canada, de Ierse Vrijstaat, Nieuw-Zeeland, Newfoundland en de Unie van Zuid-Afrika, de facto onafhankelijkheid in alle aangelegenheden tenzij de dominions er op eigen verzoek van af zagen. De wet is thans van kracht in Groot-Brittannië, Australië, Canada en Nieuw-Zeeland daar Zuid-Afrika en Ierland inmiddels republieken zijn.
Het Statuut van Westminster was het logische vervolg op de Imperial Conferences die in 1926 en 1930 in Londen werden gehouden en waar de dominions verregaande autonomie verkregen. Sommige dominions verzochten echter om uitzonderingen. Zo kon men het in Canada niet eens worden over de te volgen procedures om de eigen grondwet te wijzigen waardoor hiervoor een uitzondering in het Statuut werd gemaakt. Het zou nog tot 1982 duren voordat de Canada Act van kracht zou worden en het laatste restje Britse invloed op Canada en de Canadese Grondwet zou verdwijnen. Ook konden tot 1949 nog beslissingen van het Canadees Hooggerechtshof bij de Privy Council in Londen worden aangevochten. Met betrekking tot Australië bleef Londen nog enig gezag hebben over provisies met betrekking tot de individuele Australische staten. In de praktijk werd er echter nooit gebruikgemaakt van deze provisies door het Britse parlement. Met de Australia Act van 1986 behoorde ook dit tot het verleden.
Hoewel het Statuut van Westminster met onmiddellijke ingang van kracht werd in Canada, Ierland en Zuid-Afrika moest het in Australië, Nieuw-Zeeland en Newfoundland worden geratificeerd door de lokale parlementen. In Australië en Nieuw-Zeeland gebeurde dit in 1942 respectievelijk 1947 terwijl het in Newfoundland nooit van kracht werd. Een bestuurscrisis aldaar in 1934 zorgde ervoor dat Londen via de Commission of Government het directe gezag in Newfoundland overnam totdat het in 1949 een provincie van Canada werd.